# Pływanie na Letnich Igrzyskach Olimpijskich 1900
Zawody w pływaniu na Letnich Igrzyskach Olimpijskich 1900 w Paryżu rozegrane zostały po raz drugi w historii igrzysk olimpijskich. W zawodach uczestniczyło 76 sportowców z 12 państw. Zmagali się oni w dniach 11–19 sierpnia 1900 r. w 7 konkurencjach. Wyścigi odbywały się w Sekwanie.
Indywidualnie po dwa złote medale zdobyli Brytyjczyk John Arthur Jarvis, Australijczyk Frederick Lane oraz Niemiec Ernst Hoppenberg (jeden medal drużynowo).

## Uczestnicy
W zawodach brało udział 76 pływaków z 12 krajów.
- Australia (1)
- Belgia (1)
- Cesarstwo Austrii (3)
- Cesarstwo Niemieckie (6)
- Dania (1)
- Francja (47)
- Holandia (4)
- Szwecja (1)
- Stany Zjednoczone (2)
- Wielka Brytania (7)
- Węgry (1)
- Włochy (2)

## Medaliści
| Konkurencja                          | Złoto | Srebro | Brąz |
| 200 m stylem dowolnym (szczegóły)    | Frederick Lane (AUS) | Zoltán Halmay (HUN) | Karl Ruberl (AUT) |
| 1000 m stylem dowolnym (szczegóły)   | John Arthur Jarvis (GBR) | Otto Wahle (AUT) | Zoltán Halmay (HUN) |
| 4000 m stylem dowolnym (szczegóły)   | John Arthur Jarvis (GBR) | Zoltán Halmay (HUN) | Louis Martin (FRA) |
| 200 m stylem grzbietowym (szczegóły) | Ernst Hoppenberg (GER) | Karl Ruberl (AUT) | Johannes Drost (NED) |
| 200 m drużynowo (szczegóły)          | Cesarstwo Niemieckie (GER) · Deutscher Schwimm Verband Berlin · Ernst Hoppenberg · Max Hainle · Gustav Lexau · Ernst Lührsen · Herbert von Petersdorff | Francja (FRA) · Tritons Lillois · Maurice Hochepied · Victor Hochepied · Joseph Bertrand · Jules Verbecke · Victor Cadet | Francja (FRA) · Pupilles de Neptune de Lille · René Tartara · Louis Martin · Désiré Mérchez · Georges Leuillieux · Philippe Houben |
| 200 m z przeszkodami (szczegóły)     | Frederick Lane (AUS) | Otto Wahle (AUT) | Peter Kemp (GBR) |
| Pływanie podwodne (szczegóły)        | Charles Devendeville (FRA) | André Six (FRA) | Peder Lykkeberg (DEN) |

## Tabela medalowa

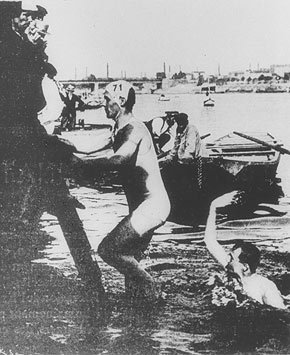
Frederick Lane - dwukrotny złoty medalista olimpijski

| Miejsce | Państwo              | Złoto | Srebro | Brąz | Razem | Źródło |
| ------- | -------------------- | ----- | ------ | ---- | ----- | ------ |
| 1       | Wielka Brytania      | 2     | 0      | 1    | 3     | [ 1 ]  |
| 2       | Australia            | 2     | 0      | 0    | 2     | [ 1 ]  |
| 2       | Cesarstwo Niemieckie | 2     | 0      | 0    | 2     | [ 1 ]  |
| 4       | Francja              | 1     | 2      | 2    | 5     | [ 1 ]  |
| 5       | Cesarstwo Austrii    | 0     | 3      | 1    | 4     | [ 1 ]  |
| 6       | Węgry                | 0     | 2      | 1    | 3     | [ 1 ]  |
| 7       | Dania                | 0     | 0      | 1    | 1     | [ 1 ]  |
| 7       | Holandia             | 0     | 0      | 1    | 1     | [ 1 ]  |
| Razem   | Razem                | 7     | 7      | 7    | 21    |        |